# Средња школа Гроцка
Средња школа Гроцка је школа општеобразовног типа, у трогодишњем и четворогодишњем трајању. Налази се у Гроцкој у Улици Ужичка 2. Током постојања, школа је више пута мењала назив.

## Историјат
Школа ученика у привреди основана је школске 1949/50. године на иницијативу занатске Коморе, а одлуку о њеном оснивању донео је Народни одбор општине Гроцка. Први назив школе био је „Школа ученика у привреди” и тако се звала до 1967. године. Након што је ступио закон о промени општих назива школа, школа је од 1967. до 1977. носила име „Школа за квалификоване раднике”. У периоду од 1977. до 1986. године, школа је носила име Образовни центар „17 октобар”. Од 1987. године звала се само „17 октобар”, односно Економско-трговинска и прехрамбена школа Гроцка. Од оснивања, 1. маја 1966. године радила је у згради основне школе, шездесетих година је имала на располагању две учионице, које су биле слободне од 13 до 19 часова. У то време школа није поседовала никаква учила, а од 1966. до 1977. године радила је у згради библиотеке „Илија Гарашанин” у Гроцкој.
Школске 1977/78. године, школа је имала седиште у ОШ „Мића Стојковић” у Умчарима, а од 1977. до 1984. године у згради ОШ „Вучко Милићевић” (данас ОШ „Илија Гарашанин”). Школа је 1984. године добила своју зграду.

## Школа данас
Од 2004. године школа носи назив Средња школа Гроцка, налази се на адреси Ужичка 2, а простире се на 4665 m2. Школа организује образовни-васпитни рад за стицање трећег и четвртог степена стручности.